# Патријарх српски Теофан
Теофан је био архиепископ пећки и патријарх српски око 1446. године.
Поводом устоличења патријарха Димитрија у Пећи, Стеван Димитријевић објавио је у Споменици, штампаној тим поводом, списак српских архиепископа и патријараха. Иза патријарха Никона, који се помиње од 1419--1435. године, навео је патријарха Теофана као његовог наследника 1446. године.
Има историчара који га не помињу у попису патријараха српских или се помиње патријарх Теодосије након патријарха Никона, као што је случају у Поменику из времена деспота Ђурђа Бранковића. У том случају се очигледно ради о патријарху Теофану који је погрешно назван Теодосије.